# Сако и Ванцети
Никола Сако (22 април 1891 – 23 август 1927) и Бартоломео Ванцети (11 юни 1888 – 23 август 1927) са американски анархисти от италиански произход, които са арестувани, осъдени и екзекутирани на електрически стол в Масачузетс.
Има много спорове за тяхната вина, отчасти провокирани от романа на Ъптон Синклер „Бостън“. Критиците на процеса обвиняват прокурора и съдията в използване на антииталиански, антиимигрантски и антианархистки настроения, за да повлияят на решението на съдебните заседатели.

## Накратко
Сако и Ванцети са обвинени в убийството на касиера на обувна фабрика и охранителя Александро Берардели, както и в кражбата на 15 766,51 $ от касата на фабриката в Южен Брейнтри, Масачузетс в нощта на 15 април 1920 г. По онова време Сако е работник в обувна фабрика, а Ванцети – продавач на риба.
Полицията ги познава като последователи на анархиста Луиджи Галеани, подкрепящ революционното насилие, включително атентатите и убийствата. Той е публикувал Cronaca Sovversiva („Подривна хроника“) – периодично издание, защитаващо силовата революция, както и специалното ръководство за правене на бомби La Salute è in voi!, широко разпространено сред последователите му.
По онова време италианските анархисти оглавяват списъка с опасни врагове на правителството и са идентифицирани като заподозрени в няколко бомбени атентата и опита за убийство (дори в опит за масово отравяне) още от 1913 г.
Малко по-рано тялото на анархист печатар, арестуван в Ню Йорк и задържан 8 седмици по-рано, е намерено размазано на паважа под 14-ия етаж на сградата, където е бил задържан. Според някои източници Сако и Ванцети започват да носят оръжие, след като научават за инцидента.
Въпреки че процесът формално следва всички основни процедури, той се превръща в демонстрация на политическата пристрастност на управляващите прослойки в САЩ. По случай 50-годишнината от процеса тогавашният губернатор на щата Масачузетс официално се извинява за несправедливия процес на двамата убити анархисти.

## В изкуството
- „Сако и Ванцети“ – Хауърд Фаст, новела 1953 г.
- „Сако и Ванцети“ (итал. Sacco e Vanzetti) – Италия Режисьор Джулиано Монталдо, 1971 г. В ролите:Джан Мария Волонте – Бартоломео Ванцети и Рикардо Кучола – Никола Сако. Музика Енио Мориконе.
- „Сако и Ванцети“ – Италия 2005 г. Сценаристи Пиетро Калдерони и Гуалтиеро Розела. Режисьор Фабрицио Коста, В ролите Серджо Рубини, Христо Шопов, Енио Фантастичини, Анита Каприоли, Параскева Джукелова, Омеро Антонути, Николай Урумов, Ивайло Герасков, Юлиян Вергов и Иван Иванов.
- „Сако и Ванцети“ – САЩ 2006 г. Допкументален. Режисура Петер Мюлер, с участието на Джон Туртуро, Тони Шалхоуб и Хенри Фонда. Интервюиращи Хауърд Зин, Стъдс Търкъл и Арло Гутрие.
- „Бостън“ – Ъптон Синклер, роман.